# The Group
The Group is een film uit 1966 onder regie van Sidney Lumet. De film is gebaseerd op een boek van Mary McCarthy. Voor verschillende acteurs betekende dit hun filmdebuut, waaronder Candice Bergen, Hal Holbrook, George Gaynes en Joan Hackett.
De film sneed destijds een aantal controversiële onderwerpen aan, zoals lesbische mensen, vrouwen die tegen het huwelijk zijn en psychische problemen.
Regisseur Lumet werd voor The Group genomineerd voor een Gouden Beer, terwijl actrice Hackett genomineerd werd voor de BAFTA Award voor beste buitenlandse actrice.

## Verhaal
De film richt zich op een groep van acht vrouwen die leven in 1933. Ze zullen binnenkort hun schooldiploma halen op een prestigieuze privéschool en zullen moeten beslissen wat ze gaan doen met hun leven. De film volgt hun leven na hun schooldiploma en hun romantische leven tot en met de Tweede Wereldoorlog. Sommigen zoeken een echtgenoot, terwijl anderen een succesvolle carrière belangrijker vinden. Langzaam verwatert hun vriendschap, maar een tragisch ongeval brengt ze opnieuw bij elkaar.

## Rolverdeling
| Acteur            | Personage       |
| ----------------- | --------------- |
| Candice Bergen    | Lakey           |
| Joan Hackett      | Dottie          |
| Elizabeth Hartman | Priss           |
| Shirley Knight    | Polly           |
| Joanna Pettet     | Kay             |
| Mary-Robin Redd   | Pokey           |
| Jessica Walter    | Libby           |
| Kathleen Widdoes  | Helena          |
| James Broderick   | Dr. Ridgeley    |
| James Congdon     | Sloan Crockett  |
| Larry Hagman      | Harald Peterson |
| Hal Holbrook      | Gus Leroy       |
| Richard Mulligan  | Dick Brown      |